# ليام كيلي (لاعب كرة قدم بريطاني)
ليام كيلي (بالإنجليزية: Liam Kelly)‏ هو لاعب كرة قدم بريطاني في مركز حراسة المرمى، ولد في 23 يناير 1996 في غلاسكو في المملكة المتحدة. لعب مع نادي رينجرز.

## وصلات خارجية
- ليام كيلي على موقع الاتحاد الأوربي (الإنجليزية)
- ليام كيلي على موقع الاتحاد الإسكتلندي (الإنجليزية)
- ليام كيلي على موقع قاعدة بيانات كرة القدم.إي يو (الإنجليزية)
- ليام كيلي على موقع Soccerbase.com (لاعب) (الإنجليزية)
- ليام كيلي على موقع Soccerway.com (الإنجليزية)